# Streptocarpus beampingaratrensis
Streptocarpus beampingaratrensis är en tvåhjärtbladig växtart som beskrevs av Jean-Henri Humbert. Streptocarpus beampingaratrensis ingår i släktet Streptocarpus och familjen Gesneriaceae.

## Underarter
Arten delas in i följande underarter:
- S. b. antambolorum
- S. b. antankarana
- S. b. beampingaratrensis
- S. b. brevicarpus